# John Milton
John Milton (Londra, 9 dicembre 1608 – Londra, 8 novembre 1674) è stato uno scrittore, poeta, filosofo, saggista, statista e teologo inglese. È considerato uno dei letterati britannici più celebri, apprezzati e influenti dell'epoca successiva a quella shakespeariana.
Il suo capolavoro è il poema epico Paradiso perduto (Paradise Lost), pubblicato in una prima edizione di 10 volumi nel 1667 quando, ormai cieco e in povertà, il 27 aprile ne vendette i diritti per dieci sterline, e in una seconda edizione di 12 volumi nel 1674. L'opera, che dà vita a quello che viene considerato un vero e proprio dramma cosmico, fu da lui iniziata negli anni della produzione saggistica. L'Areopagitica (del 1644), appello carico di fervore con cui sosteneva la libertà di stampa, è invece la sua opera in prosa più conosciuta. Milton scrisse anche 24 sonetti (in parte pubblicati postumi) e un breve trattato sull'educazione (Of Education, 1644).

## Biografia

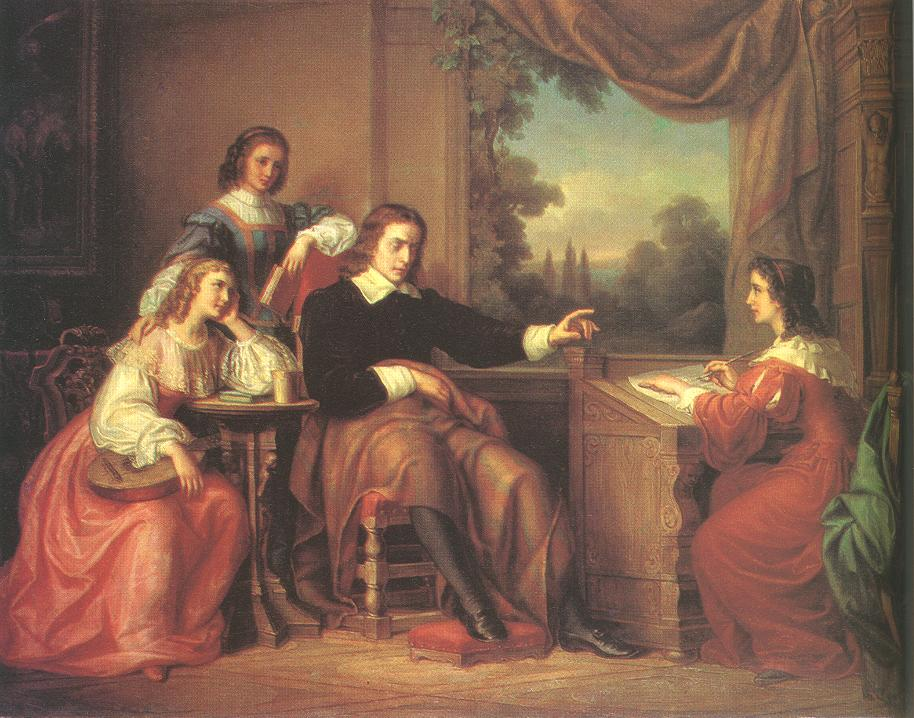
Milton Detta il "Paradiso Perduto" alle Sue Tre Figlie, di Soma Orlai Petrich, 1862, Galleria nazionale ungherese, Budapest

Educato in un ambiente puritano, dopo aver conseguito la laurea al Christ's College dell'Università di Cambridge nel 1632, Milton avvertì insoddisfazione verso il clero anglicano; contemporaneamente, il crescente interesse per la poesia lo indusse a rinunciare a prendere gli ordini sacri. Vivendo col padre, dal 1632 al 1638 nel Buckinghamshire, poté studiare, libero da ogni preoccupazione, i classici e la storia ecclesiastica e politica, specialmente su testi di Bembo, Dante, Petrarca e Tasso. La passione per la letteratura italiana è probabilmente un risultato dell'influenza di Charles Diodati, quello che i biografi considerano l'amico di una vita. Figlio di un medico di origine toscana e membro della piccola chiesa protestante italiana, continuò a scambiarsi lettere con Milton per tutta l'età adulta.
Negli anni successivi viaggiò molto tra Francia e Italia: a Firenze era ospite di casa Gaddi, come testimonia una targa. Incontrò Galileo, e sarebbe sceso in Sicilia e in Grecia se non fosse scoppiata la guerra civile in Inghilterra; tuttavia, dopo essere tornato in patria e aver fissata la sua dimora a Londra, si dedicò all'insegnamento e alla stesura di trattati religiosi e politici.
Milton ricoprì anche cariche di Stato: quando l'Inghilterra fu attraversata dalla guerra civile, ed egli appoggiò coi suoi scritti la causa parlamentare, fu nominato nel 1649 segretario degli Affari esteri. Pochi anni dopo, nel 1652, fu colpito da cecità e per proseguire a scrivere dovette ricorrere all'aiuto di un segretario. Dopo la restaurazione di Carlo II Milton venne incarcerato, perché simpatizzante di Oliver Cromwell; però, venne liberato grazie all'influenza del suo amico e studente Andrew Marvell (che successivamente fu anche poeta).
Morì a Londra nel 1674.

## Opere

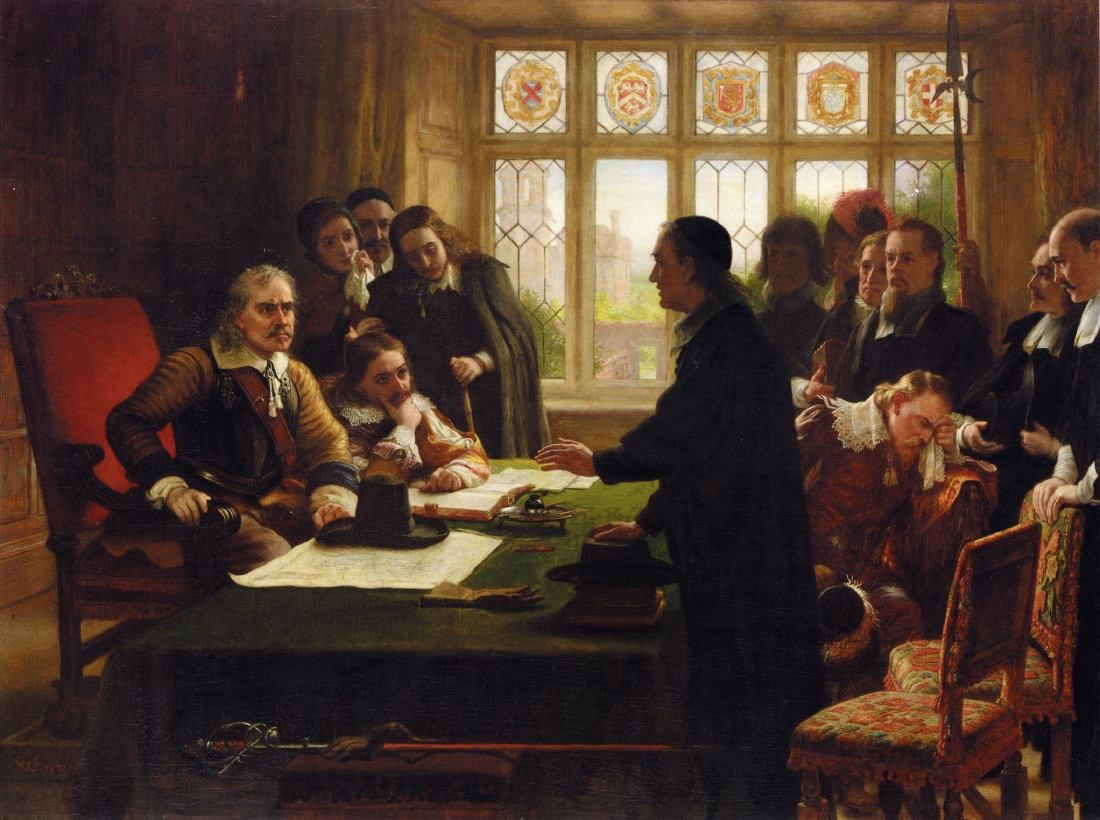
Oliver Cromwell e il suo segretario John Milton, ricevono una delegazione alla ricerca d'aiuto per i protestanti svizzeri, di C. W. Cope, 1872, Collezione privata

Oltre al Paradiso perduto, al quale farà seguire nel 1671 il Paradiso riconquistato — pubblicato con la tragedia I nemici di Sansone, ispirata alle vicende bibliche di Sansone —, la produzione letteraria di Milton annovera diversi importanti scritti. Risalgono al periodo compreso tra il 1625 e il 1640 il Lycidas, un'elegia pastorale in 193 versi, scritta nel 1637 in memoria di uno studente di Cambridge, in cui il poeta affronta il tema della morte che, specialmente se prematura, giunge a spezzare aspettative e ambizioni, e L'allegro e Il pensieroso, due poemetti completati nel 1631 ma pubblicati solo una quindicina di anni dopo.

### I libelli
Al secondo periodo letterario di Milton, 1640-1660, risalgono invece i libelli che, già dalla loro pubblicazione, lo resero famoso e nei quali attacca l'istituzione episcopale e si pronuncia in maniera favorevole per un ritorno dello spirito della Riforma (Of Reformation Touching Church Discipline in England, del 1641).
Un altro di questi libelli (The Reason of Church Government Urged Against Prelaty), scritto e pubblicato fra il 1641 e il 1642, contiene accenni autobiografici di rilievo storico. La tematica del divorzio, che lo scrittore appoggiò intorno al 1643, è invece affrontata in Dottrina e disciplina del divorzio (The Doctrine and Discipline of Divorce).

### Ultimi scritti

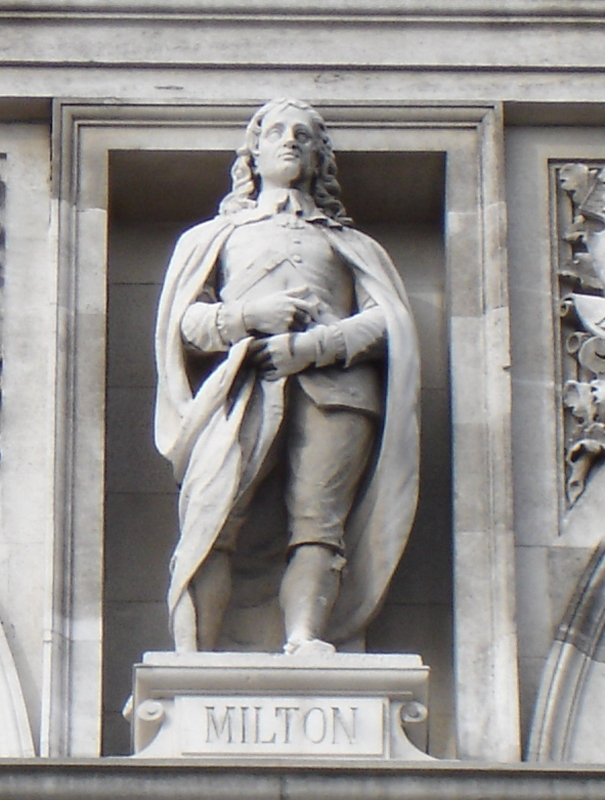
Statua di Milton situata nella City of London School

Negli ultimi trattati da lui scritti intorno al 1660 — Difesa del popolo anglicano (Pro populo anglicano defensio) e Trattato del potere civile nelle cause ecclesiastiche (Treatise of Civil Power in Ecclesiastical Causes) — Milton affronta temi più strettamente teologici, pronunciandosi a favore di un'interpretazione assolutamente soggettiva delle Sacre Scritture con suggerimenti per un'effettiva riforma di governo.
Per anni coltivò il desiderio di redigere uno studio completo sulla vita e la dottrina cristiana. Ormai completamente cieco sin dal 1652 si dedicò con l'aiuto di segretari a questo progetto sino alla morte, avvenuta nel 1674.
Nella sua opera finale, De doctrina christiana, sosteneva che insegnamenti e usanze della Chiesa cattolica e delle Chiese protestanti non erano in armonia con le Sacre Scritture. Quivi fece riferimento alle Scritture o le citò più di novemila volte e promosse l'uso, per indicare il nome di Dio, del termine Geova, riportandolo liberamente nei suoi scritti.
Basandosi sulla Bibbia rigettò la dottrina calvinistica della predestinazione in favore del libero arbitrio, usò le Scritture per sostenere che l'anima umana è soggetta alla morte e che non è duplice o scindibile dal corpo, come è comunemente ritenuto, e che quindi l'unica speranza per i morti è quella di una futura risurrezione dal sonno della morte. Inoltre sostenne, tramite le scritture, che Cristo, il Figlio di Dio, è subordinato a Dio, il Padre. Poiché le sue spiegazioni scritturali erano in completo disaccordo con l'insegnamento ufficiale della Chiesa, il manoscritto rimase sepolto in archivio per 150 anni prima che tornasse alla luce. Nel 1823, Giorgio IV, che sedeva al trono, ordinò che l'opera fosse tradotta dal latino e resa pubblica, ma quando due anni dopo fu pubblicato in inglese suscitò subito aspre polemiche negli ambienti teologici e letterari. Un vescovo dichiarò subito che il manoscritto era un falso, ma prevedendo tali reazioni e volendo confermare la paternità di Milton, il traduttore aveva corredato l'edizione di note in calce per evidenziare cinquecento paralleli tra il De doctrina christiana e il Paradiso perduto.

## Importanza di Milton

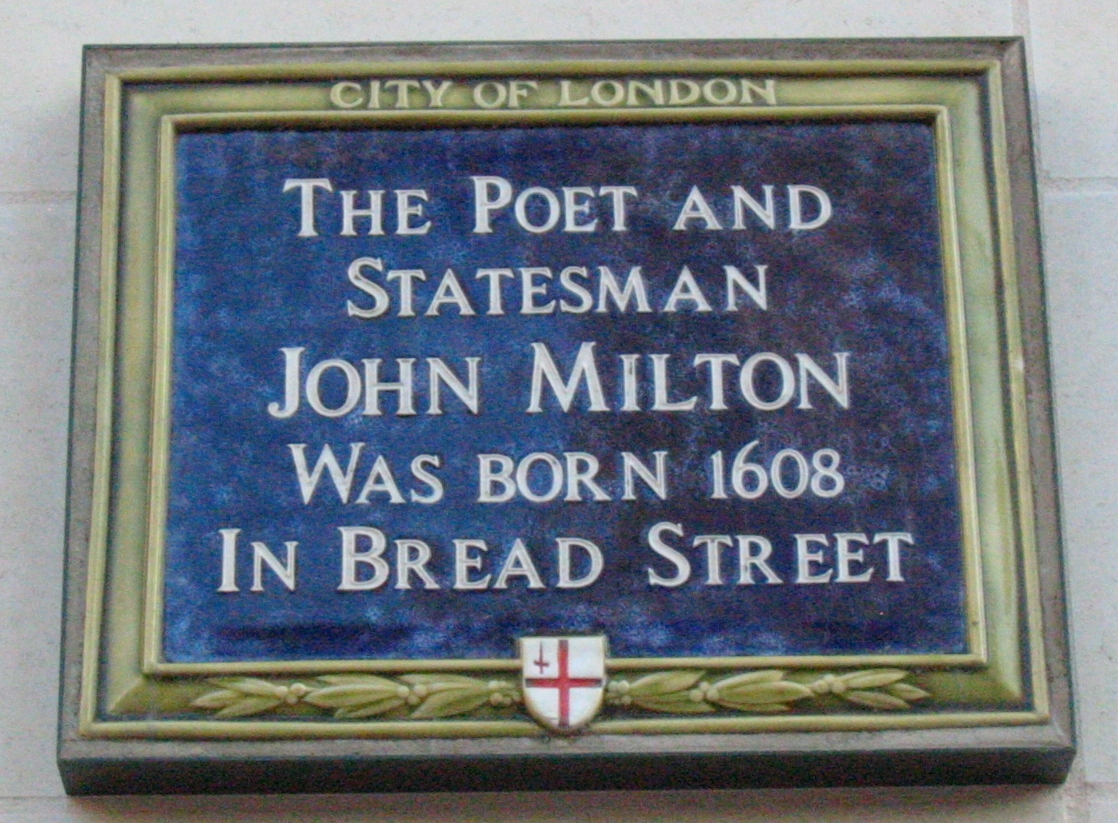
Targa commemorativa a Milton a Londra, nella Bread Street, dove nacque

L'essenza e il pensiero di John Milton sono importanti sotto vari punti di vista. Innanzitutto, seppe integrare benissimo la vita da letterato e la carriera diplomatica. È stato grazie alla vittoria di Cromwell nella guerra civile che Milton poté trovare appoggi alle sue convinzioni e alle sue idee. Inoltre è stato sempre considerato il poeta più rappresentativo di questo periodo, poiché in lui sono sintetizzate tutte le qualità che devono essere presenti nel perfetto puritano.
La riflessione di Milton sul diritto del popolo oppresso a uccidere il tiranno, ha influenzato il riconoscimento che John Locke del legittimo diritto di resistenza.

### Influenza culturale
A Milton è intitolato il cratere Milton su Mercurio.
Nel film L'avvocato del diavolo, Al Pacino interpreta il ruolo di Satana, che sulla terra è proprietario di uno studio col nome di John Milton.
In uno dei suoi libri di maggior successo "Città di vetro", ambientato a New York, lo scrittore americano Paul Auster cita largamente due opere di John Milton, sia Paradiso perduto, sia Areopagitica, riportando alcune parole di quest'ultimo trattato: "Fu dal sapore di una scorza di mela che bene e male balzarono nel mondo, come due gemelli fusi insieme" (Milano, Edizioni Anabasi, 1985, pag.56).
Nel famoso fumetto Sandman, dello scrittore e fumettista Neil Gaiman, Lucifero è un personaggio ricorrente. è uno dei triumviri dell'Inferno che però finisce per rinunciare al potere. Quando gli viene chiesta la motivazione, cita proprio Milton: "meglio regnare all’Inferno che essere servo in Paradiso, eh? Non lo abbiamo detto Noi. L’ha detto Milton. Ed era cieco, lui".